# Anders Klynge
Anders Ferslev Klynge (født 14. oktober 2000) er en dansk professionel fodboldspiller, der spiller som midtbanespiller for FK Bodø/Glimt.

## Klubkarriere

### OB
Klynge fik sin officielle og professionelle debut for OB den 26. juni 2020 mod Lyngby Boldklub i den Superligaen.

### Silkeborg IF
Den 3. august 2020 underskrev Klynge en tre-årig aftale med Superliga klubben Silkeborg IF. Han fik sin debut den 3. september 2020 mod St. Restrup IF i DBU Pokalen.

## Eksterne links
- Anders Klynge hos Silkeborg IF
- Anders Klynge profil på Soccerway